# Peter Sloterdijk
Peter Sloterdijk (Karlsruhe, 26 de junio de 1947) es un filósofo y excatedrático alemán de la Escuela de Arte y Diseño de Karlsruhe hasta 2017.

## Biografía
Formado en la órbita de los seguidores de la Escuela de Fráncfort, pronto se dio cuenta de que las obras de Adorno y otros no salían de lo que denominó "ciencia melancólica". Su viaje a la India para estudiar con un famoso gurú, Rajneesh (luego llamado Osho), cambió su actitud ante la filosofía. Su Crítica de la razón cínica, de 1983, estaba aún en ese estilo de crítica de la razón instrumental analizada por sus maestros, las obras que siguieron están imbuidas ya del nuevo espíritu transgresor. No obstante, hay que señalar en Sloterdijk dos tendencias: la ya mencionada rupturista con el pensamiento académico, y otra que se inserta en su labor como profesor universitario (que culmina en 2017 con el término de su periodo como rector de la Universidad Estatal de Diseño de Karlsruhe) y que lo lleva a cierto didactismo, por no decir enciclopedismo. Mantuvo un célebre debate con Jürgen Habermas sobre el concepto y contenido del Humanismo con motivo de las ideas expuestas en su obra Normas para el parque humano. Posteriormente un debate fiscal con otro frakfurteano, Axel Honneth (actual director del instituto de Frankfurt). La primera polémica supuso su entrada en el universo mediático, con consecuencias que no había previsto. Sus finos análisis de Nietzsche y del legado de Heidegger se alternaron con otros libros más personales, en donde desarrolla una fenomenología del espacio que ha denominado esferología: su trabajo más ambicioso hasta la fecha es Esferas, una trilogía compuesta por Burbujas, Globos y Espumas.
Los intereses de Sloterdijk son tan amplios y variados, que superan a muchos de los de sus colegas: la música, el psicoanálisis, la poesía (sobre todo la francesa), la obra de ciertos autores olvidados como Gabriel Tarde, Gaston Bachelard o poco conocidos como Thomas Macho; el arte contemporáneo, la antropología, y un largo etcétera. También se ha preocupado por asuntos políticos, que ha desarrollado tanto en obras de hace tiempo En el mismo barco (1993) como más recientes Ira y Tiempo (2006). Frente al academicismo de otros pensadores, su apuesta por los medios de comunicación o ser un filósofo mediático, que estudia hace tiempo y sobre los que escribe también, le ha supuesto numerosas críticas. También se distingue del resto por su escritura muy estilizada, literaria incluso, que debe algunos rasgos al impulso de Ernst Bloch o a ciertos franceses como Gilles Deleuze, pero adoptando su propia terminología y creación de neologismos arriesgados como esferología y sus variantes microesferología y macroesferología etc.
En 2005 le fue conferido el Sigmund-Freud-Preis für wissenschaftliche Prosa.

## Obras
Obras traducidas al castellano hasta julio de 2010 en orden ascendente a su publicación en alemán (compilada por Octavio Díaz Aldret):
- Crítica de la razón cínica; (trad. Miguel Ángel Vega); Madrid; Siruela; 2003 [publicada en alemán en 1983]
- El árbol mágico: el nacimiento del psicoanálisis en el año 1785. Ensayo épico sobre la filosofía de la psicología; (trad. Ana María de la Fuente); Barcelona; Seix Barral; 1986 (1a ed) y 2002 (2a ed) [publicada en alemán en 1985]
- El pensador en escena. el materialismo de Nietzsche; (trad. Germán Cano); Valencia; Pre-Textos; 2000 [publicada en alemán en 1986]
- Venir al mundo, venir al lenguaje. lecciones de Frankfurt; (trad. Germán Cano); Valencia; Pre-textos; 2006 [publicada en alemán en 1988]
- Eurotaoísmo. Aportaciones a la crítica de la ciencia política; (trad. Ana María de la Fuente); Barcelona; Seix Barral; 2001 [publicada en alemán en 1989]
- Extrañamiento del mundo; (trad. Eduardo Gil Bera); Valencia; Pre-Textos; 1998 [publicada en alemán en 1993]
- En el mismo barco. Ensayo sobre la hiperpolítica; (trad. Manuel Fontán del Junco); Madrid; Siruela; Madrid; 1994 [publicada en alemán en 1993]
- Si Europa DESPIERTA. Reflexiones sobre el programa de una potencia mundial en el fin de la era de su ausencia política; (trad. Germán Cano); Valencia; Ed. Pre-Textos, 2004 [publicada en alemán en 1994]
- Esferas I: Burbujas. Microsferología; (trad. Isidoro Reguera, prol. Rüdiger Safranski); Madrid; Siruela; 2003 [publicada en alemán en 1998]
- Esferas II: Globos. Macrosferología; (trad. Isidoro Reguera, prol. Rüdiger Safranski); Madrid; Siruela; 2004 [publicada en alemán en 1999]
- Normas para el parque humano. Una respuesta a la 'Carta sobre el humanismo' de Heidegger; (trad. Teresa Rocha Barco); Madrid; Siruela; 2003 [publicada en alemán en 1999]
- Experimentos con uno mismo. Una conversación con Carlos Oliveira; (trad., introd. y notas Germán Cano); Valencia; Pre-textos; 2003 [publicada en alemán en 2000. COAUTOR Carlos Oliveira]
- El desprecio de las masas. Ensayo sobre las luchas culturales de la sociedad moderna; (trad. Germán Cano); Valencia; Pre-textos; 2002 [publicada en alemán en 2000]
- Sobre la mejora de la Buena Nueva. El quinto 'Evangelio' según Nietzsche. Discurso pronunciado el 25 de agosto de 2000 en Weimar en conmemoración del centenario de la muerte de Friedrich Nietzsche; (trad. Germán Cano); Madrid; Siruela; 2005 [publicada en alemán en 2001]
- El Sol y la Muerte. Investigaciones dialógicas; (trad. Germán Cano); Madrid; Siruela; 2004 [publicada en alemán en 2001. COAUTOR Hans-Jürgen Heinrichs]
- Sin salvación: tras las huellas de Heidegger; (trad. Joaquín Chamorro Mielke); Madrid; Akal; 2011 [publicada en alemán en 2001]
- Temblores de aire. En las fuentes del terror; (trad. Germán Cano; pról., selecc fotográfica Nicolás Sánchez Durá); Valencia; Pre-textos; 2003 [publicada en alemán en 2002]
- Esferas III: Espumas. Esferología plural; (trad. Isidoro Reguera, pról. Rüdiger Safranski); Madrid; Siruela; 2006 [publicada en alemán en 2004]
- Los latidos del mundo. Diálogo; (trad. de la ed. en francés Heber Cardoso); Buenos Aires; Amorrrortu; 2008 [publicada en alemán en 2004. COAUTOR Alain Finkielkraut]
- En el mundo interior del capital. Para una teoría filosófica de la globalización; (trad. Isidoro Reguera, prol. Rüdiger Safranski); Madrid; Siruela; 2007 [publicada en alemán en 2005]
- Ira y tiempo. Ensayo psicopolítico; (trad. Miguel Ángel Vega Cernuda y Elena Serrano Bertos); Madrid; Siruela; 2010 [publicada en alemán en 2006]
- Derrida, un egipcio. El problema de la pirámide judía; (trad. de la ed. en francés Horacio Pons); Buenos Aires; Amorrortu, 2007 [publicada en alemán en 2007]
- Celo de Dios: sobre la lucha de los tres monoteísmos; (trad. Isidoro Reguera Pérez); Madrid; Siruela; 2011 [publicada en alemán en 2007]
- El retorno de la religión. Una conversación; (trad. Mónica Sánchez, introd. Félix Duque); Oviedo; KRK; 2007 [publicada en alemán en 2007. COAUTOR cardenal Walter Kasper]
- Temperamentos filosóficos: de Platón a Foucault; (trad. Jorge Seca Gil); Madrid; Siruela; 2011 [publicada en alemán en 2009]
- Has de cambiar tu vida. Sobre antropotécnica; (trad. Pedro Madrigal); Madrid; Pre-Textos; 2012 [publicada en alemán en 2009]
- Muerte aparente en el pensar: sobre la filosofía y la ciencia como ejercicio; Madrid; Siruela; 2013 [publicada en alemán en 2011]
- Los hijos terribles de la Edad Moderna: sobre el experimento antigenealógico de la modernidad; Madrid; Siruela; 2015 [publicada en alemán en 2014]
- Estrés y Libertad; (trad. Paula Kuffer); Buenos Aires; Ediciones Godot, 2017. ISBN 978-987-4086-20-4 [publicado en alemán en 2011]
- ¿Qué sucedió en el siglo XX? Traducido por Isidoro Reguera, Editorial Siruela, Colección Biblioteca de Ensayo, Serie mayor 94, Año de publicación 2018.
- Las epidemias políticas; (trad. Nicole Narbebury); Buenos Aires; Ediciones Godot; 2020. ISBN 978-987-4086-97-6.